# Likwit Crew
Likwit Crew — West Coast хип-хоп коллектив. Основателем коллектива был King Tee, которого изначально поддержали Tha Alkaholiks и Xzibit. Позже к ним присоединились J. Wells, Phil da Agony, Lootpack, Defari, Styliztik Jones, Declaime, Montageone и The Barbershop MC’s. Вскоре коллектив превратился в объединение, включающее в себя ряд значительных хип-хоп музыкантов с Западного Побережья.
Расширенный состав включал также Dilated Peoples и Strong Arm Steady. Позднее был сформирован сторонний проект, Likwit Junkies, в котором приняли участие DJ Babu и Defari.